# بيتر فرمن
بيتر فرمن (بالإنجليزية: Peter Firmin)‏ (و. 1928 – 2018 م) هو فنان، ومصمم شخصيات ‏، ورسام توضيحي بريطاني، توفي عن عمر يناهز 90 عاماً.

## التعليم
تعلم في المدرسة المركزية للفنون والتصميم ‏ (حتى 1952)، وتعلم في Colchester Institute ‏ (حتى 1947)
.

## وصلات خارجية
- بيتر فرمن على موقع IMDb (الإنجليزية)
- بيتر فرمن في قاعدة بيانات الأفلام على الإنترنت